# Юзик, Юлия Викторовна
Юлия Викторовна Юзик (род. 23 февраля 1981, Донецк, Ростовская область, РСФСР, СССР) — российская журналистка и писательница, военный корреспондент, автор книг «Невесты Аллаха» и «Бесланский словарь». Её статьи, посвящённые современной российской политике на Северном Кавказе, публиковались в российских изданиях, а также в журнале «Time». В октябре 2019 года Юзик недолгое время провела в заключении в Иране.

## Биография
Юлия Юзик родилась 23 февраля 1981 года в городе Донецк (Ростовская область). По словам Юзик, фамилия имеет польские корни.
В возрасте 17 лет она начала работать журналистом в ростовской редакции «Комсомольской правды», о чём она ранее мечтала. Вскоре Юзик переехала в Москву, где устроилась корреспондентом уже в головное отделение «Комсомольской правды». Кроме того, тогда она также писала и для «Русского Newsweek».

### «Невесты Аллаха»
В 2002 году, в качестве корреспондента «Комсомольской правды», Юзик побывала в Чечне. После общения с чеченцами, а ранее, в 2001 году, с дагестанцами, она написала книгу о смертницах «Невесты Аллаха». Юзик начала работать над ней во время своей командировки в Дагестан в 2001 году, когда прочитала там в местном выпуске общероссийской газеты «Московский комсомолец» об Айзе Газуевой, молодой чеченке, взорвавшей себя возле военного городка в чеченском городе Урус-Мартан. Смертница была ровесницей Юзик, что её шокировало. Позже в 2002 году произошёл захват заложников на Дубровке в Москве, в результате чего были убиты десятки зрителей мюзикла «Норд-Ост». Всё это побудило её отправиться на Северный Кавказ в поисках материала для своей книги. «Невесты Аллаха» были опубликованы в 2003 году. Книга имела успех, особенно за пределами России, будучи переведённой на японский и другие языки. Юзик уволилась из «Комсомольской правды» в 2003 году. По её словам, руководство газеты «попросило её уйти», она решила, что это было как-то связано с её книгой.

### «Бесланский словарь»
После того, как в ходе захвата террористами школы в Беслане в 2004 году было убито множество детей, Юзик посетила Беслан, где общалась с местными жителями, собирая материал для своего второй книги «Бесланский словарь». Она записывала рассказы десятков людей, которые пострадали от этой трагедии. Подобный метод она позаимствовала у белорусской писательницы Светланы Алексиевич. Юзик отмечала, что работа над книгой была эмоционально сложной для неё, после окончания которой она избегает просмотра документальных фильмов о Беслане. «Бесланский словарь» имел успех, будучи изданным во Франции и Германии.

### Политик
В 2016 году Юзик баллотировалась в Государственную думу Российской Федерации. Она выдвигалась в Южном одномандатном округе в Дагестане, хотя не имела там никаких корней. Юзик утверждала, что хочет быть независимым кандидатом, не связанным с какой-либо партией. СМИ же связывали её с российской продемократической Партией народной свободы. Поддержку её предвыборной кампании оказал Михаил Ходорковский.

### Задержание в Иране
В поисках работы Юзик в 2013 году отправилась в Иран, где работала экспертом по России, читала лекции в Тегеранском университете о салафизме в России, была консультантом иранского международного новостного агентства Iran Today, при этом общалась с помощью переводчика, так как не владела фарси (Iran Today должен был отправить её репортаж на телеканал Россия 24, но Юзик не закончила его). Она два месяца проработала в Иране, после чего вернулась в Россию. С того времени Юзик без каких-либо проблем посещала Иран в качестве туриста. В 2018 году её ноутбук был досмотрен на контрольно-пропускном пункте аэропорта Тегерана, и в течение одного дня её допрашивала служба госбезопасности.
В 2019 году, во время своей очередной поездки в Иран, для встречи с друзьями, Юзик была задержана и провела более недели в иранской тюрьме — со 2 по 9 октября. Когда её освободили при участии посольства России, она сказала, что не знает, в какой тюрьме она содержалась и где она находилась. Юзик опасалась, что её обвинят в шпионаже в пользу Израиля. Она рассказала, что её несколько раз допрашивали представители Корпуса стражей исламской революции. Они предлагали ей признаться в том, что она является израильским агентом, взамен предлагая немедленно освободить её. Юзик решила, что это уловка, и отказалась это делать.